# نبیل عباس
نبیل عباس (عربی: نبيل عباس؛ زادهٔ ۱ ژانویهٔ ۱۹۸۶) یک بازیکن فوتبال اهل عراق است.
وی همچنین در تیم ملی فوتبال عراق بازی کرده است.